# Helter Skelter (livro)
Helter Skelter: The True Story of the Manson Murders é um livro de 1974 escrito por Vincent Bugliosi e Curt Gentry. 
Bugliosi foi o promotor no julgamento de Charles Manson em 1970. A obra apresenta seu relato em primeira mão sobre os casos de Manson, Susan Atkins, Patricia Krenwinkel e outros membros do grupo que se autodenominava "Família Manson". É o livro de true crime mais vendido da história.
A obra narra e analisa a investigação, a prisão e o julgamento de Charles Manson e seus seguidores pelos notórios assassinatos de 1969, incluindo o casal Rosemary e Leno LaBianca, a atriz grávida Sharon Tate e outras vítimas. O título da obra faz referência à guerra racial apocalíptica que Manson supostamente acreditava que aconteceria, inspirada na música Helter Skelter, dos Beatles.
Manson era especialmente fascinado pelo White Album, álbum da banda que inclui essa canção.

## Recepção e legado
Helter Skelter foi publicado pela primeira vez nos Estados Unidos em 1974 e rapidamente se tornou um best-seller. O livro venceu o Prêmio Edgar de 1975 na categoria de Melhor Livro de Crime Baseado em Fatos Reais e serviu de base para dois filmes para a televisão, lançados em 1976 e 2004. Até a morte de Bugliosi, em 2015, mais de sete milhões de cópias haviam sido vendidas, tornando-o o livro de true crime mais vendido da história. Além disso, a obra foi a principal influência para o enredo do filme Os Estranhos (2008).
Desde sua primeira edição em capa dura, o livro passou por várias reimpressões como edição de bolso para o grande público. Em 1994, foi lançada uma edição especial de 25 anos dos crimes, com uma atualização escrita por Bugliosi. Na época do lançamento original, o próprio Bugliosi narrou o audiolivro completo para o programa Talking Books. Para a edição de 25 anos, ele gravou uma versão resumida de sua atualização, enquanto o ator Robert Foxworth fez a leitura do restante do audiolivro. Em 2011, a Audible.com encomendou uma versão integral da edição de 25 anos, narrada por Scott Brick.

### No Brasil
O livro foi publicado pela primeira vez no Brasil em abril de 2025, pela editora DarkSide Books, com tradução de Eduardo Alves, com o título Helter Skelter.